# Józef Oksiutycz

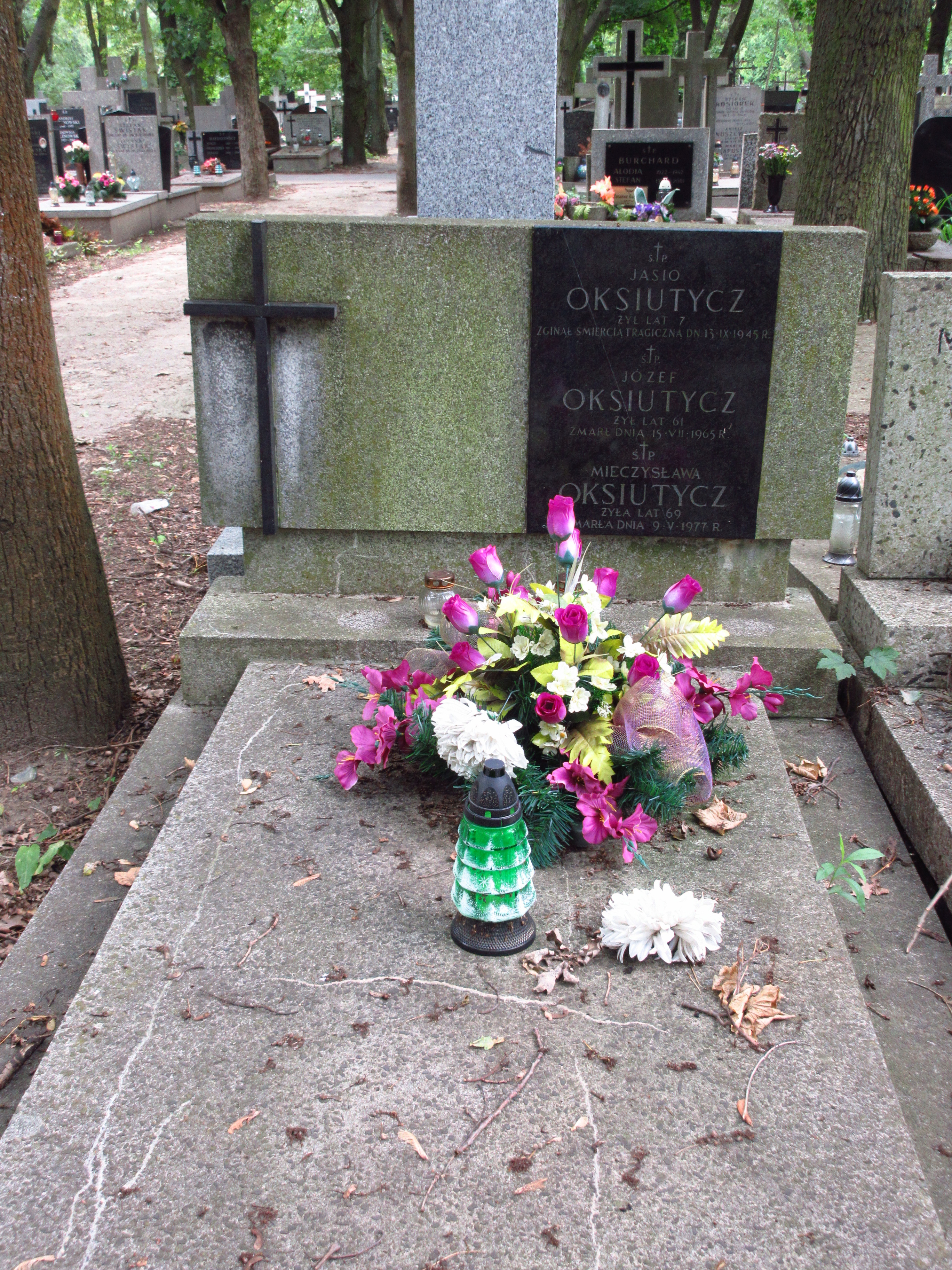
Das Grab von Jozef Oksiutycz auf dem Friedhof von Bródno.

Józef Oksiutycz (* 19. Februar 1904 in Warschau; † 15. Juli 1965 ebenda) war ein polnischer Radrennfahrer.

## Sportliche Laufbahn
Oksiutycz war Teilnehmer der Olympischen Sommerspiele 1928 in Amsterdam. Er startete in der Mannschaftsverfolgung und wurde mit dem polnischen Vierer mit Józef Lange, Alfred Reul und Jan Zybert auf dem 5. Rang klassiert. Mehrfach stellte er nationale Rekorde im Bahnradsport auf.